# Yuan Legislativo
El Yuan Legislativo (en chino, 立法院; pinyin, Lìfǎ Yuàn; Wade-Giles, Li4-fa3 Yüan4; pe̍h-ōe-jī, Li̍p-hoat Īⁿ) es la legislatura unicameral de la República de China.
Es una de las cinco ramas del gobierno (llamadas 'yuàn', "cortes") estipuladas en la Constitución de la República de China, que sigue los Tres Principios del Pueblo de Sun Yat-sen.
El Yuan Legislativo posee 113 miembros de los cuales son electos cada cuatro años:
- 73 miembros elegidos a razón de uno por cada distrito electoral por mayoría simple de votos.

- 34 miembros elegidos por representación proporcional por listas electorales de partidos utilizando la Cuota Hare

- 6 miembros elegidos por el sistema de Voto Único No Transferible en dos distritos electorales de 3 miembros para las minorías étnicas.